# Szent Balázs

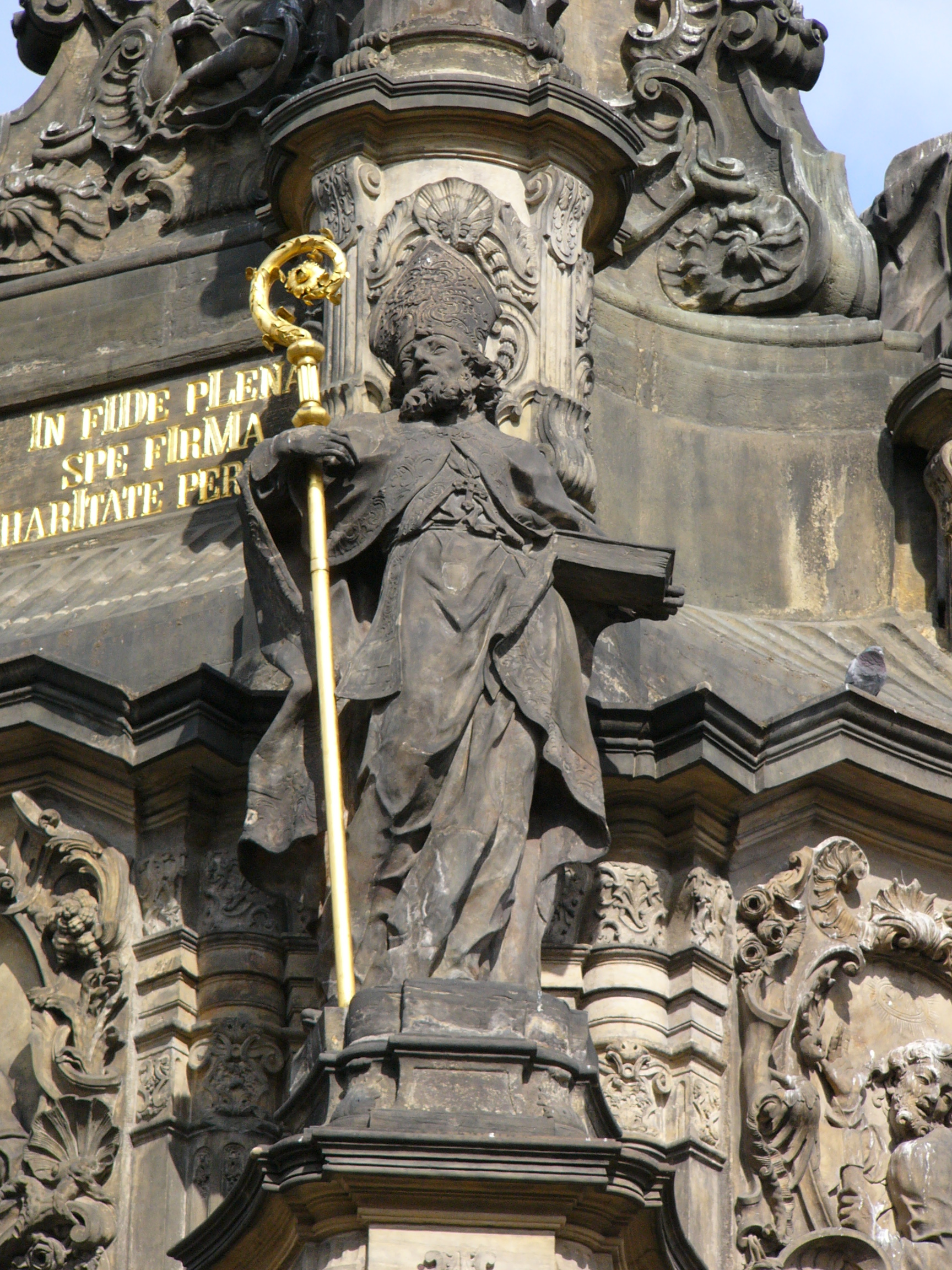
Szent Balázs szobra az olmützi Szentháromság-szobron

Szent Balázs (születési ideje ismeretlen – meghalt 316. február 3-án) 3–4. századi orvos és püspök az örmény Sivas (ma Törökországhoz tartozó) városban. Keresztény vértanú. Életéről nagyon keveset tudni.
Püspökké választása után visszavonult egy magányos hegyi barlangba, ahonnan imádkozva vezette népét, tanácsokat osztott, és gyógyította a közösséget. A legendák szerint vadállatok őrizték, háziállatok módjára engedelmeskedve neki.
316-ban egy Agricola nevű római helytartó, Licinius császár keresztényüldözési parancsainak eleget téve elfogta, és bíróság elé állította a püspököt, akin az oroszlánokból, tigrisekből, medvékből és farkasokból álló testőrsége sem tudott segíteni. Mivel Balázs hitét nem sikerült megtörni, megkorbácsolták, és siralomházba zárták. Rabsága során rengeteg csodát tett. Vízbefojtás általi halálra ítélték, de végül lefejezték.
Tisztelete már rögtön halála után megkezdődött, a keleti egyházban a 6., a nyugati egyházban pedig a 9. századtól tisztelik a torokbajok elleni védőszentként.
Ereklyéit Tarantóban, Mainzban, Trierben, Lübeckben, Párizsban és Raguzában őrzik (utóbbiban a város védőszentje is lett). Templomok épültek tiszteletére mind Konstantinápolyban, mind Rómában.
Mivel egy kínzó torokfájás esetén segített, a késő középkorban a tizennégy segítőszent közé sorolták. A Balázs-áldás mindmáig élő liturgikus szokása csak a 16. században keletkezett, és a 17. században nyomtatták ki a Rituale Romanum (Római Szertartáskönyv) függelékében.
Balázst rendszerint püspöki ornátusban vagy palástban ábrázolják; pásztorbottal és keresztbe illesztett gyertyákkal; sertésfejjel és gerebennel (emlékezésül arra a vaskampóra, amelyre a legenda szerint kínzatása alkalmával a testét akasztották).
Általában gégedaganatok, vérzések, kelések, hólyagbetegségek, pestis és fogfájás esetében imádkoztak és imádkoznak segítségért. Az orvosok, a takácsok, a szélmolnárok és a fúvós muzsikusok védőszentje. Időjelző szentként is tisztelik: ünnepének ideje a tél végét és a veszedelmes viharokat jelzi. Ugyanakkor az állatok oltalmazójaként is tisztelik mint aki távoltartja a farkasokat a nyájaktól.
Szent Balázs ünnepét február 3-án tartják, a katolikus egyházban ekkor végzik a balázsolást.

## Csodái
Szent Balázs életéhez számos csoda és legenda fűződik. Az egyik szerint a szent megáldott, és megmentett egy halszálkától fuldokló fiút.
Egy másik alkalommal, amikor a bíró elől visszakísérték cellájába, úgy segített egy asszonyon, hogy visszaadta sertését, amelyet farkas rabolt el. Az asszony hálából ajándékot hozott neki; húst, kenyeret és gyertyát, mire Balázs megáldotta őt.
Kivégzéséhez is legenda fűződik: Agricola helytartó először vízbefojtás általi halálra ítélte, és abba a tóba kellett volna vetni őt, amelybe korábban keresztény asszonyokat fojtottak, mert beleszórták a helytartó házi isteneit a tóba. A bölcs csodatévő akkor a következőt tette: a partra érve rövid áldást mondott a számára halált jelentő tóra, aztán a vízen járva a tó közepéig sétált. Ott megfordult, és barátságosan fölszólította bíráit, hogy saját isteneikbe vetett hitük bizonyságául kövessék őt a vízen járva. Hatvanöt férfi elfogadta a kihívást, akik mind a vízbe fulladtak.